# وراتروم نیگروم
وراتروم نیگروم (نام علمی: Veratrum nigrum) نام یک گونه از رده رده دم‌اسبی است.